# Mramorac, Banatul de Sud
Mramorac (în sârbă Mramorak, în maghiară Homokos, în germană Mramorak, altă variantă în română Maramorac) este un sat situat în partea de nord-est a Serbiei, în Voivodina. Aparține administrativ de comuna Cuvin. La recensământul din 2002 localitatea avea 3145 locuitori, dintre care 416 (13,22%) s-au declarat români. Biserica ortodoxă românească din localitate are hramul „Sf. Treime“ și a fost construită în 1902, iar cea sârbească a fost ridicată în 1859.